# アル・ハーシュフェルド

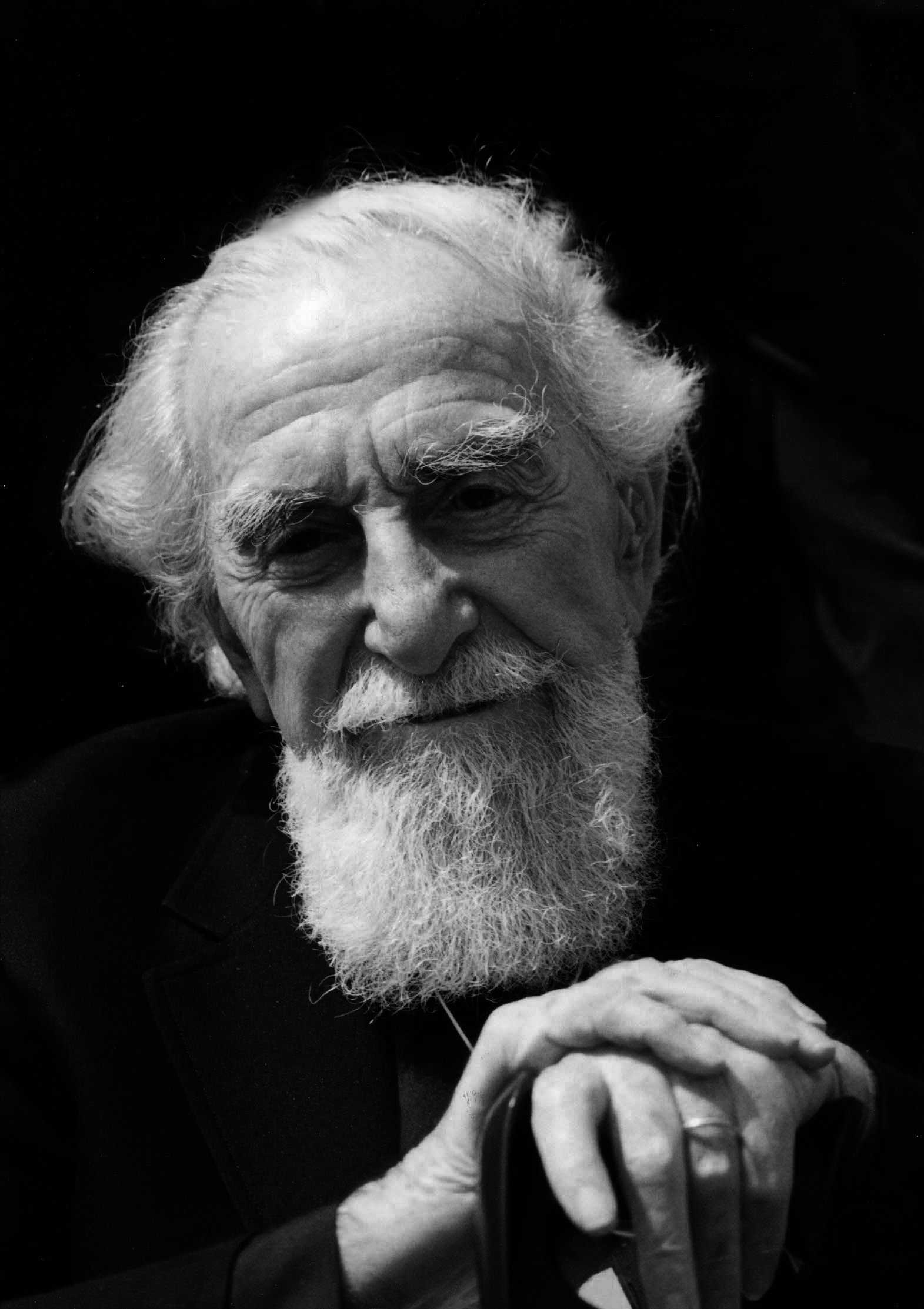
アル・ハーシュフェルド

アル・ハーシュフェルド（Al Hirschfeld、1903年6月21日 - 2003年1月20日）は、アメリカ合衆国・ミズーリ州セントルイス出身のイラストレーター。特にブロードウェイスターの風刺画を得意とした。妻は女優のドリー・ハース。
ニューヨーク・タイムズ紙上で70年以上に渡って風刺画を掲載していた。ブロードウェイ・シアターのひとつアル・ハーシュフェルド・シアターに名前がつけられている（2003年にマーティン・ベック・シアターから改名した）。